# 스웨덴의 과학자 목록
이 문서는 스웨덴 과학자의 목록 문서이다. 각 분야별 분류 후, 성(family name)의 알파벳 순으로 정렬되어 있다.

## 생물학 및 환경과학
- 칼 폰 린네 (1707-1778), 식물학자, "분류학의 아버지"

## 화학
- 스반테 아레니우스 (1859-1927), 화학자, 물리학자
- 옌스 야코브 베르셀리우스 (1779-1848), 화학자
- 알프레드 노벨 (1833-1896), 화학자, 노벨상의 창립자
- 칼 빌헬름 셸레 (1742-1786), 화학자
- 테오도르 스베드베리 (1884-1971), 화학자

## 공학
- 구스타프 달렌 (1869-1937), 발명가, 공학자
- 라르스 마그누스 에릭슨 (1846-1926), 발명가, 공학자

## 수학
- 렌나르트 칼레손 (1928 출생), 해석학
- 페르 엔플로 (1944 출생), 해석학
- 에리크 이바르 프레드홀름 (1866-1927), 해석학
- 라르스 회르만데르 (1931-2012), 해석학
- 헬리에 본 코크 (1870-1924), 해석학
- 소피야 코발렙스카야 (1850-1891), 해석학, 편미분 방정식
- 예스타 미타그레플레르 (1846-1927), 해석학

## 의학
- 울프 폰 오일러 (1905-1983), 생리학자, 약리학자
- 알바르 굴스트란드 (1862-1930), 의학

## 물리학, 천문학
- 한네스 알벤 (1908-1995), 물리학자
- 안데르스 요나스 옹스트룀 (1814-1874), 물리학자
- 안데르스 셀시우스 (1701-1744), 천문학자
- 반 발프리드 에크만 (1874-1954), 물리 해양학자
- 오스카르 클레인 (1894-1977), 물리학자
- 리제 마이트너 (1878–1968), 핵 물리학자
- 요하네스 뤼드베리 (1854-1919), 물리학자
- 만네 시그반 (1886-1978), 물리학자

## 같이 보기
- 노벨상
- 스웨덴 왕립 과학원